# Stenhousemuir FC
Stenhousemuir FC is een Schotse voetbalclub uit Stenhousemuir in Falkirk (raadsgebied).
De club werd in 1884 opgericht door Peter Hutton en speelde nooit in de hoogste klasse, wel bracht de club 47 seizoenen in de 2de klasse door.
In 1921 sloot de club zich bij de League aan, de beste prestatie in de 2de klasse was er in 1958/59 toen de club 3de eindigde, 2 jaar later herhaalden The Warriors deze positie. In 1998 degradeerde de club voor de eerste keer in het bestaan, de 4de klasse werd pas midden jaren 90 opgericht, een jaar later promoveerde de club voor het eerst. Na enkele seizoenen vierde klasse promoveerde de club in 2009 weer. Nieuwe degradaties volgden in 2017 en 2019.

## Erelijst
- Scottish League Challenge Cup

Winnaar (1): 1995

## Eindklasseringen
| 7 |

| 14 |

| 12 |

| 12 |

| 15 |

| 13 |

| 12 |

| 4 |

| 6 |

| 5 |

| 14 |

| 16 |

| 3 |

| 5 |

| 3 |

| 15 |

| 16 |

| 11 |

| 15 |

| 18 |

| 17 |

| 19 |

| 19 |

| 16 |

| 10 |

| 14 |

| 10 |

| 15 |

| 11 |

| 10 |

| 9 |

| 12 |

| 10 |

| 6 |

| 10 |

| 13 |

| 11 |

| 7 |

| 5 |

| 7 |

| 12 |

| 10 |

| 14 |

| 4 |

| 4 |

| 13 |

| 7 |

| 3 |

| 4 |

| 4 |

| 6 |

| 9 |

| 2 |

| 8 |

| 7 |

| 9 |

| 7 |

| 10 |

| 7 |

| 3 |

| 7 |

| 5 |

| 4 |

| 8 |

| 8 |

| 5 |

| 6 |

| 5 |

| 9 |

| 8 |

| 10 |

| 4 |

| 9 |

| 8 |

| 6 |

| 5 |

| 6 |

| 1 |

| 4 |

| Niveau 1 | Niveau 2 | Niveau 3 | Niveau 4 |

| Periode    | Niveau 1                | Niveau 2              | Niveau 3            | Niveau 4            |
| 1893-1975  | Division One            | Division Two          | Division Three      | --                  |
| 1975-1998  | Premier Division        | First Division        | Second Division     | Third Division      |
| 1998-2013  | Scottish Premier League | First Division        | Second Division     | Third Division      |
| 2013-heden | Scottish Premiership    | Scottish Championship | Scottish League One | Scottish League Two |

## Records
- Grootste overwinning: 9-2 tegen Dundee UTD in 1937
- Grootste nederlaag: 2-11 tegen Dunfermline Athletic in 1930
- Hoogste aantal toeschouwers: 12 500 tegen East Fife in 1950